# Holozubînți, Dunaiivți
Holozubînți (în ucraineană Голозубинці) este o comună în raionul Dunaiivți, regiunea Hmelnîțkîi, Ucraina, formată numai din satul de reședință.

## Demografie
Componența lingvistică a comunei Holozubînți
     Ucraineană (98,97%)
     Alte limbi (1,03%)
Conform recensământului din 2001, majoritatea populației comunei Holozubînți era vorbitoare de ucraineană (98,97%), existând în minoritate și vorbitori de alte limbi.